# Radio Zachód

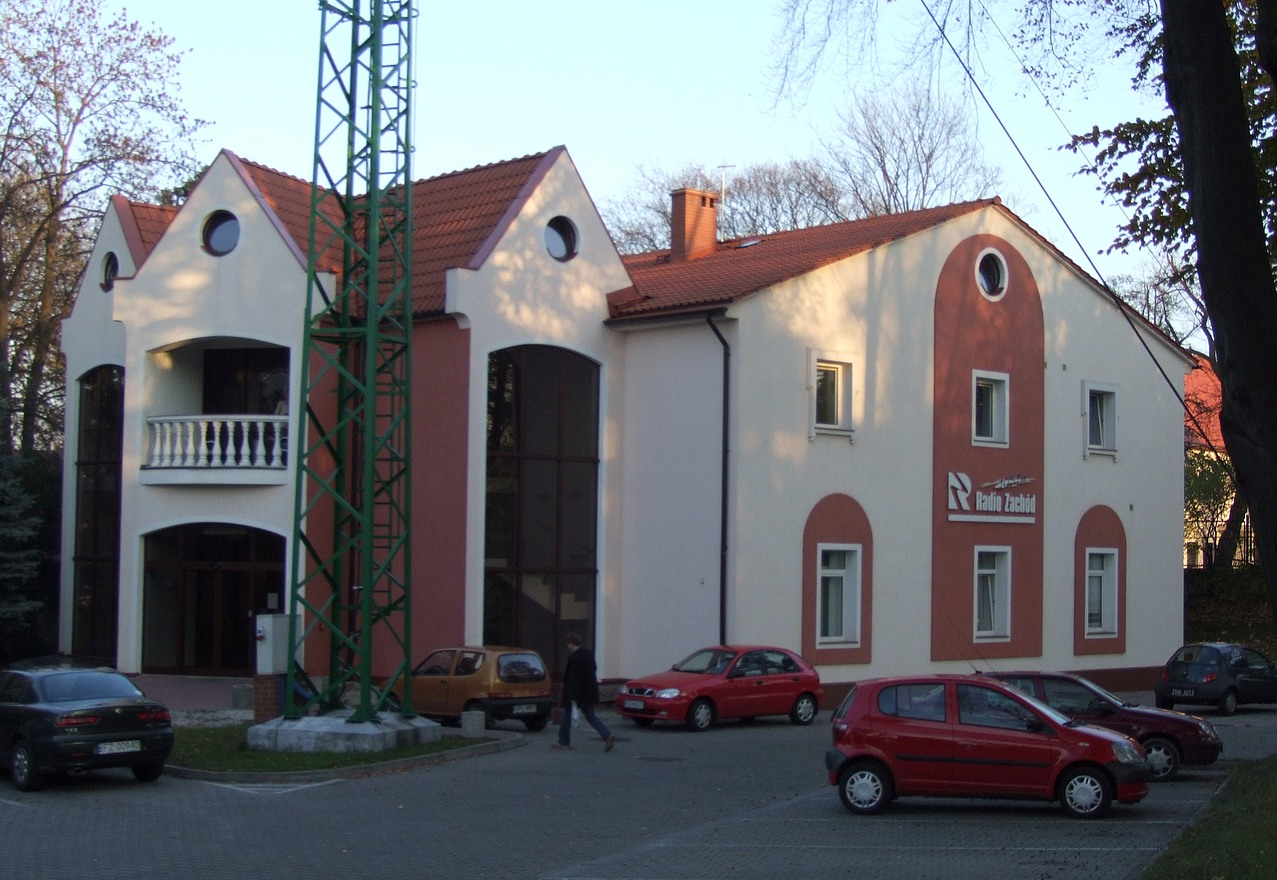
Siedziba Radia Zachód

Radio Zachód – regionalna rozgłośnia Polskiego Radia z siedzibą w Zielonej Górze, posiadająca dwie redakcje: w Gorzowie Wielkopolskim i Zielonej Górze.

## Historia
Początki radia sięgają roku 1953, kiedy to 22 lipca otwarto Ekspozyturę Polskiego Radia w Zielonej Górze. 21 stycznia 1957 r. uruchomiono Regionalną Rozgłośnię Polskiego Radia w Zielonej Górze, nadając na fali 230 m 50-minutowy program dziennie (od godz. 14.00 do 14.50). Od 1964 roku sygnał nadawany jest z nadajnika w Jemiołowie (k. Łagowa), dzięki czemu nominalny zasięg stacji wynosi około 150 km od tego nadajnika. Praktycznie oznacza to, że Radia Zachód można słuchać m.in. w Poznaniu i Berlinie.
Dzisiaj stacja nadaje przez całą dobę audycje muzyczno-informacyjne z naciskiem na informacje z regionu.

## Częstotliwości
Radio Zachód nadaje na dwóch częstotliwościach:
| Częstotliwość | Lokalizacja nadawcza         | ERP    | Polaryzacja | Charakterystyka |
| ------------- | ---------------------------- | ------ | ----------- | --------------- |
| 103,0 MHz     | RTCN Zielona Góra *Jemiołów* | 120 kW | pionowa     | dookólna        |
| 106,0 MHz     | RTCN Żagań *Wichów*          | 30 kW  | pozioma     | dookólna        |

## Odbiór cyfrowy
Od 2015 roku rozgłośni można słuchać na radioodbiornikach naziemnej radiofonii cyfrowej DAB+.

## Stacje miejskie
Radio Zachód oprócz programu głównego nadaje równolegle dwie stacje miejskie: Radio Zielona Góra (od 1995 r.) i Radio Gorzów (od 2000 r.).
| Częstotliwość | Nazwa programu     | Lokalizacja nadawcza        | ERP  | Polaryzacja | Charakterystyka |
| ------------- | ------------------ | --------------------------- | ---- | ----------- | --------------- |
| 95,6 MHz      | Radio Gorzów       | Gorzów Wlkp. *Janice*       | 1 kW | pozioma     | dookólna        |
| 97,1 MHz      | Radio Zielona Góra | Zielona Góra *ul. Kukułcza* | 1 kW | pionowa     | kierunkowa      |

## Prezesi radia
- 1994-2006: Tadeusz Krupa[1][2]
- 2006-2010: Michał Frąckowiak
- 2010- 2011: Piotr Bednarek[3]
- 2011-2016: Dariusz Frejman[4][5]
- 2016: Wilhelm Korotczuk[4][5]
- 2016-2024: Piotr Bednarek[6]
- od 2024 Michał Iwanowski (likwidator spółki)

## Odznaczenia i wyróżnienia
- 2008: Odznaka Honorowa „Za zasługi dla województwa lubuskiego”[7]
- 2018: statuetka „Dobosz Powstania Wielkopolskiego” przyznana przez Zarząd Główny Towarzystwa Pamięci Powstania Wielkopolskiego 1918/1919[8].